# Japan Expo Sud
Japan Expo Sud est un salon événementiel professionnel français sur le Japon, qui se déroule à Marseille tous les ans en février ou en mars, durant trois jours. Il s’agit d'une manifestation culturelle consacrée aux mangas, jeux vidéo, anime, mais aussi aux arts martiaux, à la mode, à la musique (J-pop, J-rock, traditionnel), au cinéma, aux traditions et cultures, aux jeunes artistes et créateurs.

## Historique

Logo.

Japan Expo Sud est un salon événementiel créé par les organisateurs de Japan Expo alors que celle-ci fête ses dix ans. Face à la forte demande de visiteurs vivant dans le sud mais dont le déplacement à Paris est difficile, la première édition nommée Chibi Japan Expo Sud se passe en 2009 du 20 au 22 février au parc Chanot à Marseille.
Le festival est répété les années suivantes en changeant de nom pour Japan Expo Sud ne Vague en suivant le même format que les noms des éditions de Japan Expo.
En 2012, le festival se passe début mars en raison des vacances scolaires décalées de la zone B par rapport à l’année précédente.
En 2019, le festival fête ses 10 ans.

## Éditions

### 2009
- Intitulé : Chibi Japan Expo Sud  1re Vague[2]
- Dates et lieu : du 20 au 22 février 2009 au parc Chanot[3]
- Visiteurs : 23 715[4]
- Invités[5] :
  - Manga & animation : Ancestral Z, Aurore, Mojojojo, Yuji SHIOZAKI, SONG Yang
  - Musique : Bamboo Orchestra, Ryô FUJIMURA, ☆Wotaku World Wave☆
  - Web : Noob

### 2010

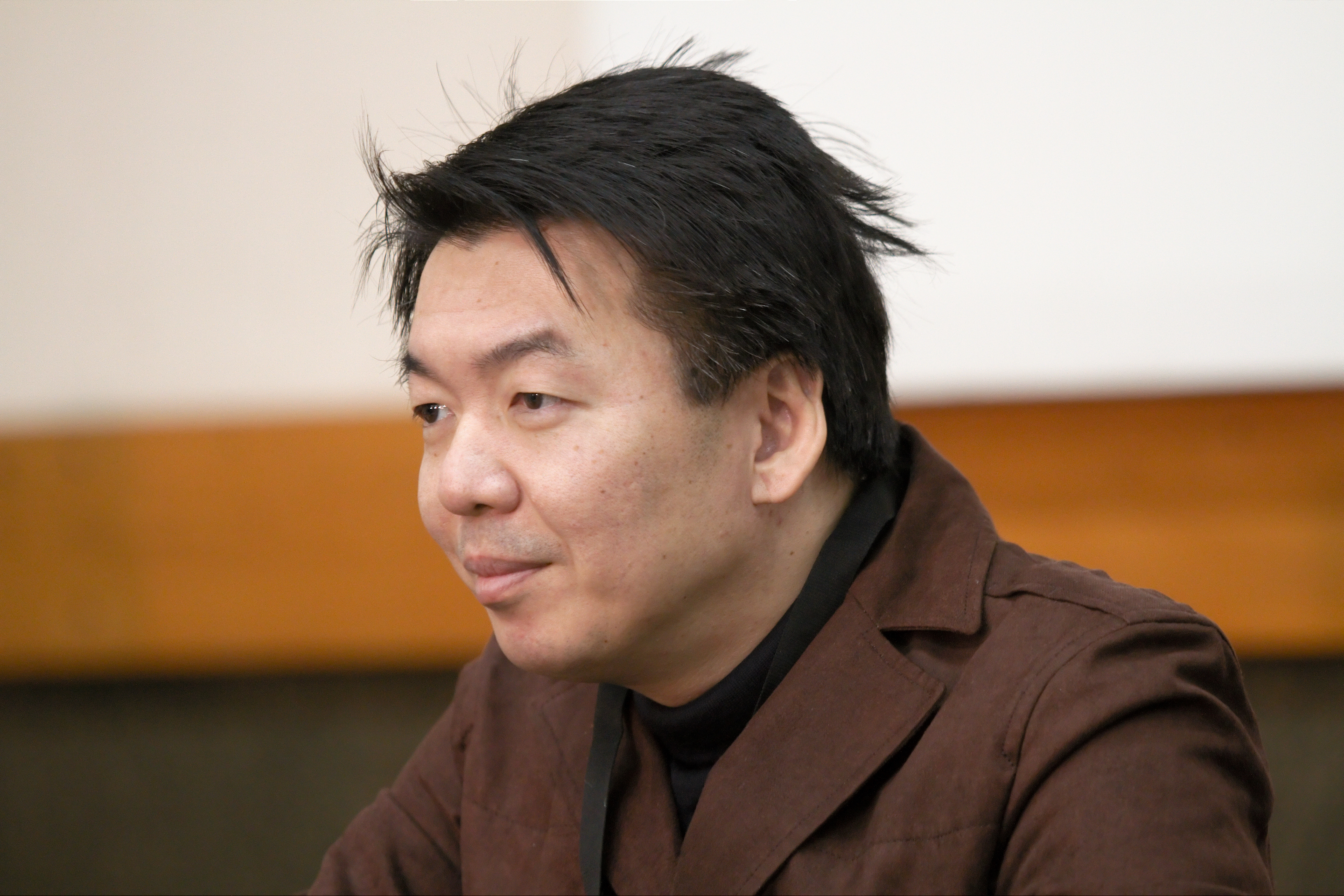
Satoshi Urushihara en dédicace à Japan Expo Sud en 2010.

- Intitulé : Japan Expo Sud 2e Vague[2]
- Dates et lieu : du 19 au 21 février 2010 au parc Chanot[6]
- Visiteurs : 29 344[7]
- Invités[5] :
  - Invités d’honneur : Kazuki Akane, Satoshi Urushihara
  - Dessin : Benjamin, Chaiko, Nie Jun, Philippe Cardona, Florence Torta
  - Musique : Aoi, Bamboo Orchestra & Makoto Yabuki, Donkey Monkey, Jelly Beans, Keisho Ohno, ☆Wotaku World Wave☆
  - Web : Nerdz, Noob
  - Autres : Alain Kahn, Olivier Richard, Takamasa Sakurai

### 2011

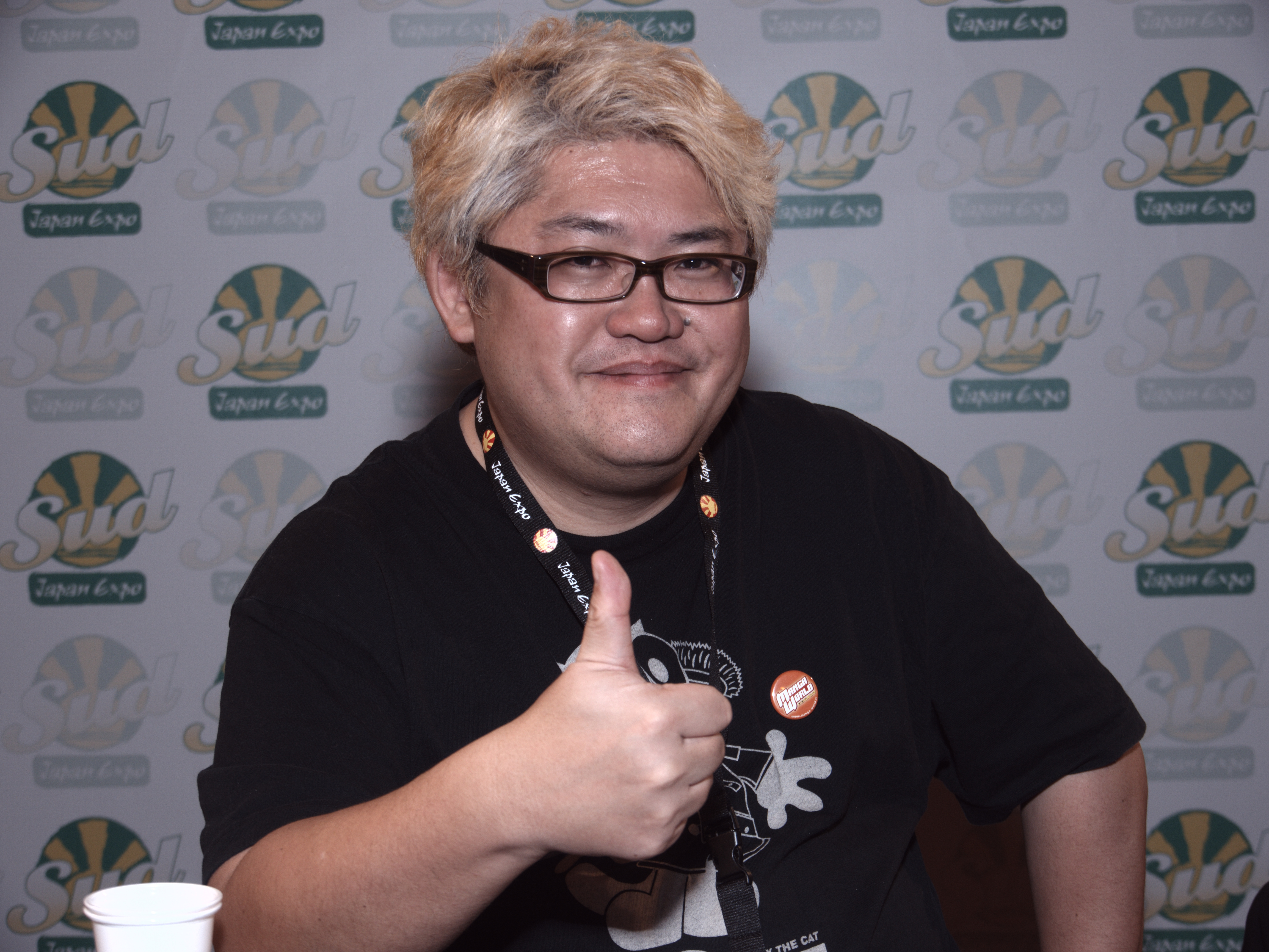
Osamu Kobayashi en dédicace en 2011.

- Intitulé : Japan Expo Sud 3e Vague[2]
- Dates et lieu : du 25 au 27 février 2011 au parc Chanot[8]
- Visiteurs : environ 35 000[1]
- Invités[5] :
  - Dessin : Osamu Kobayashi, Yūsuke Kozaki
  - Musique : Galaxy7, Head Phones President, Keisho Ohno, Retsugo, TarO&JirO, Yume Duo, Yuuki
  - Web : Noob, Marcus

### 2012

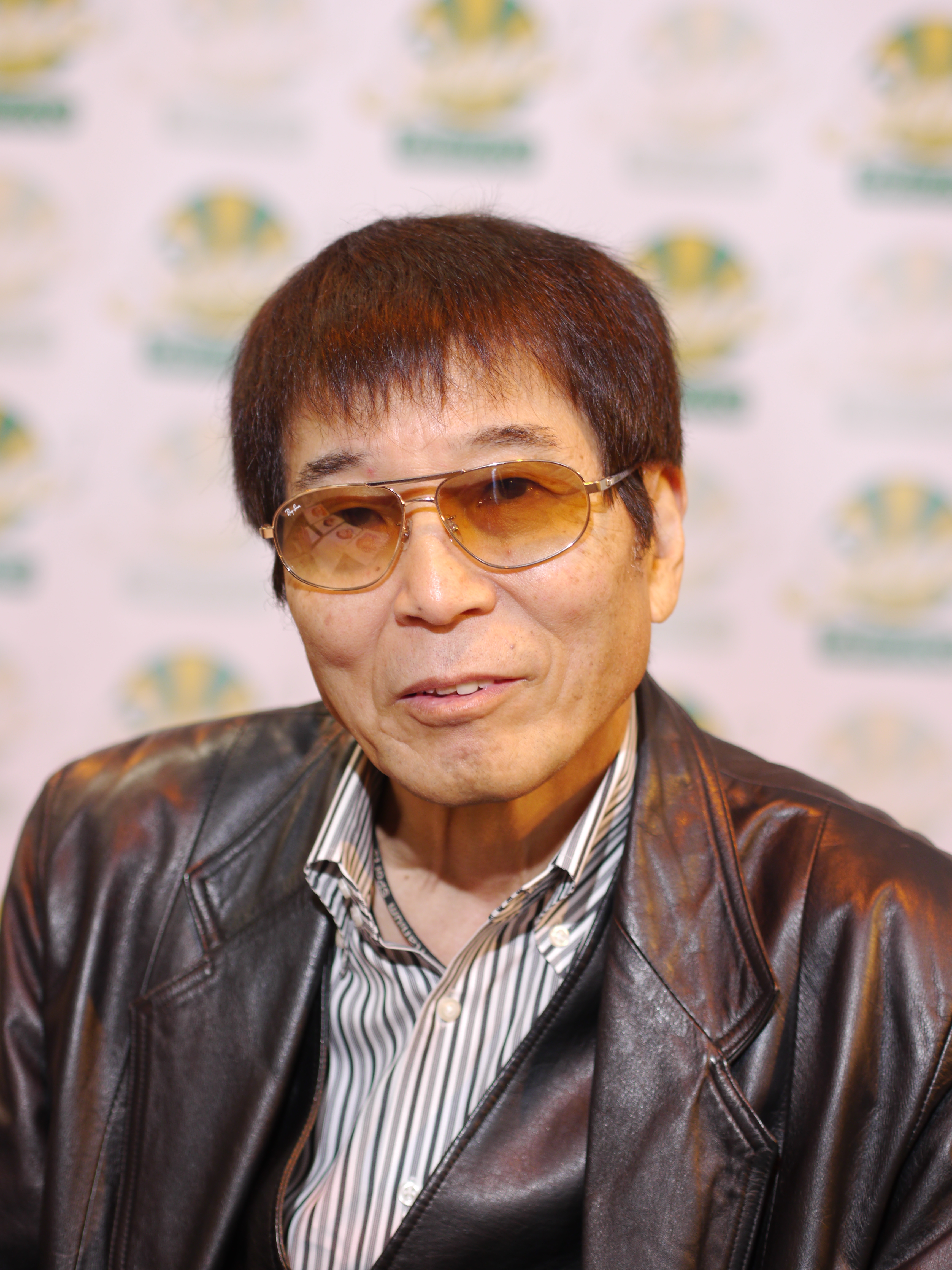
Nobuhiro Okaseko en dédicace en 2012.

- Intitulé : Japan Expo Sud 4e Vague[2]
- Dates et lieu : du 2 au 4 mars 2012 au parc Chanot
- Visiteurs : environ 38 000[9]
- Invités[5]
  - Manga : Takako Shigematsu, Nobuhiro Okaseko, Harumo Sanazaki, Yoko Hanasuba
  - Musique : Aki Akane, DJ Livetune, HITT, Jelly Kirakira, Sweetie Chocolate, Paris Taiko Ensemble[10]
  - Web : Noob, Marcus, Joueur du Grenier, Bob Lennon

### 2013

Logo des 5 ans.

- Intitulé : Japan Expo Sud 5e Vague[2]
- Dates et lieu : du 1er au 3 mars 2013 au parc Chanot
- Visiteurs : plus de 45 000[11]
- Superficie : 26 000 m2[12]
- Nombre d'exposants : 200
- Invités[5] :
  - Dessin : Keiko Ichiguchi, Kia Asamiya
  - Musique : Kanon Wakeshima, Man with a Mission, DJ O-ant, Amaranyx
  - Anime : Kunihiko Ikuhara, Naoyuki Onda
  - Web : Worcruft Apocalysme, Le Visiteur du futur, Another Hero, Raconte-moi un manga, Les Souverains, La Dernière Ombre

### 2014
Aucune édition n'a eu lieu cette année-là.

### 2015

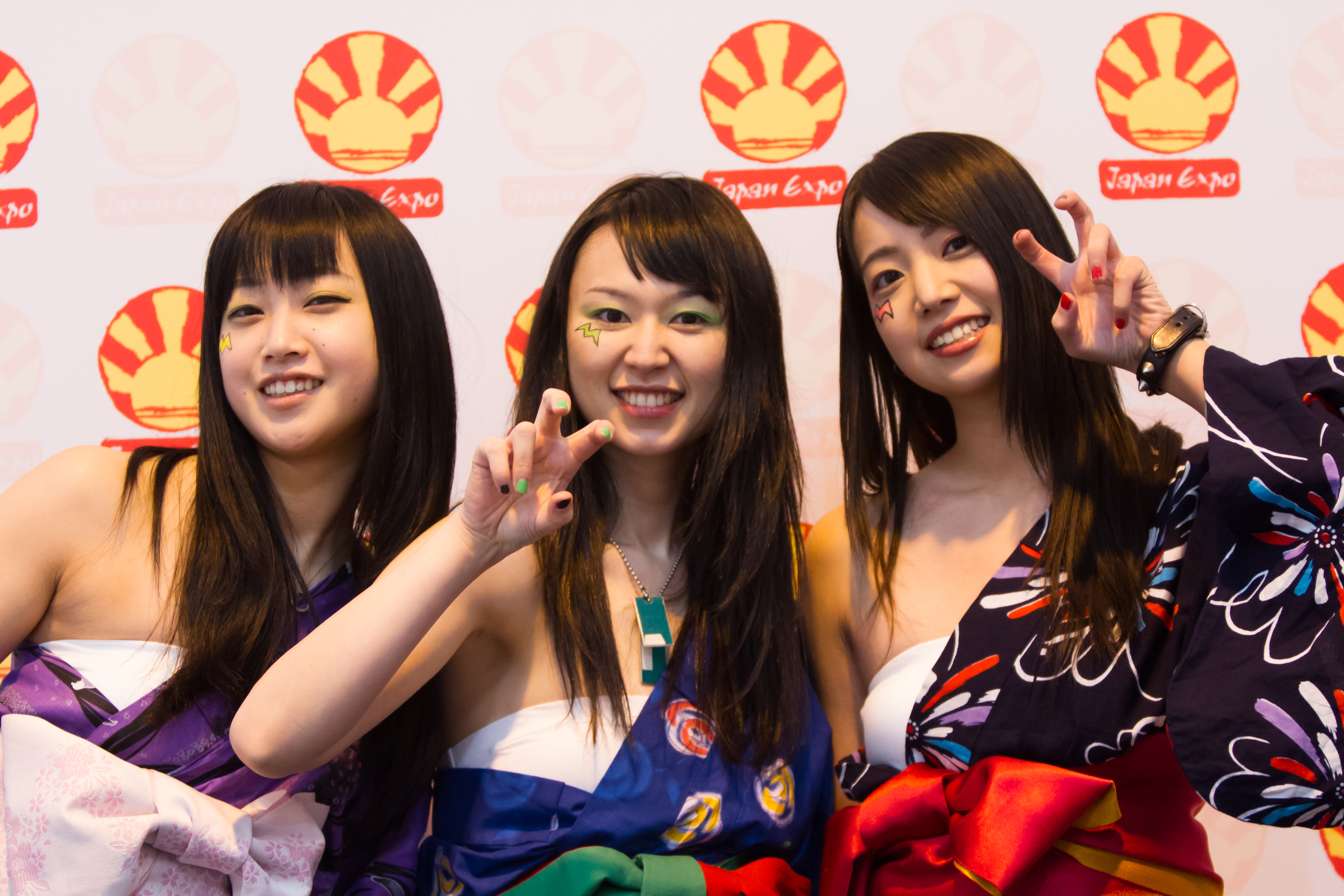
Mutant Monster en concert en 2015.

- Intitulé : Japan Expo Sud 6e Vague[2]
- Dates et lieu : du 6 au 8 mars 2015 à Marseille Chanot
- Visiteurs : près de 50 000[14]
- Invités[5] :
  - Manga & animation : Jinsei Kataoka, Kazuma Kondo, Thierry Kazazian, Rui Pascoal, Arthur Pestel
  - Musique : Mayuko, Mutant Monster, Adams, Neko Light Orchestra, Kamijo
  - Web : Noob, Joueur du Grenier, Bob Lennon, Kriss de Minute Papillon, Le Fossoyeur de Films, Le Guide de survivant, Fange, Crash, Les Chroniques d’un monde de merde, La Bande Animée, Axolot

### 2016

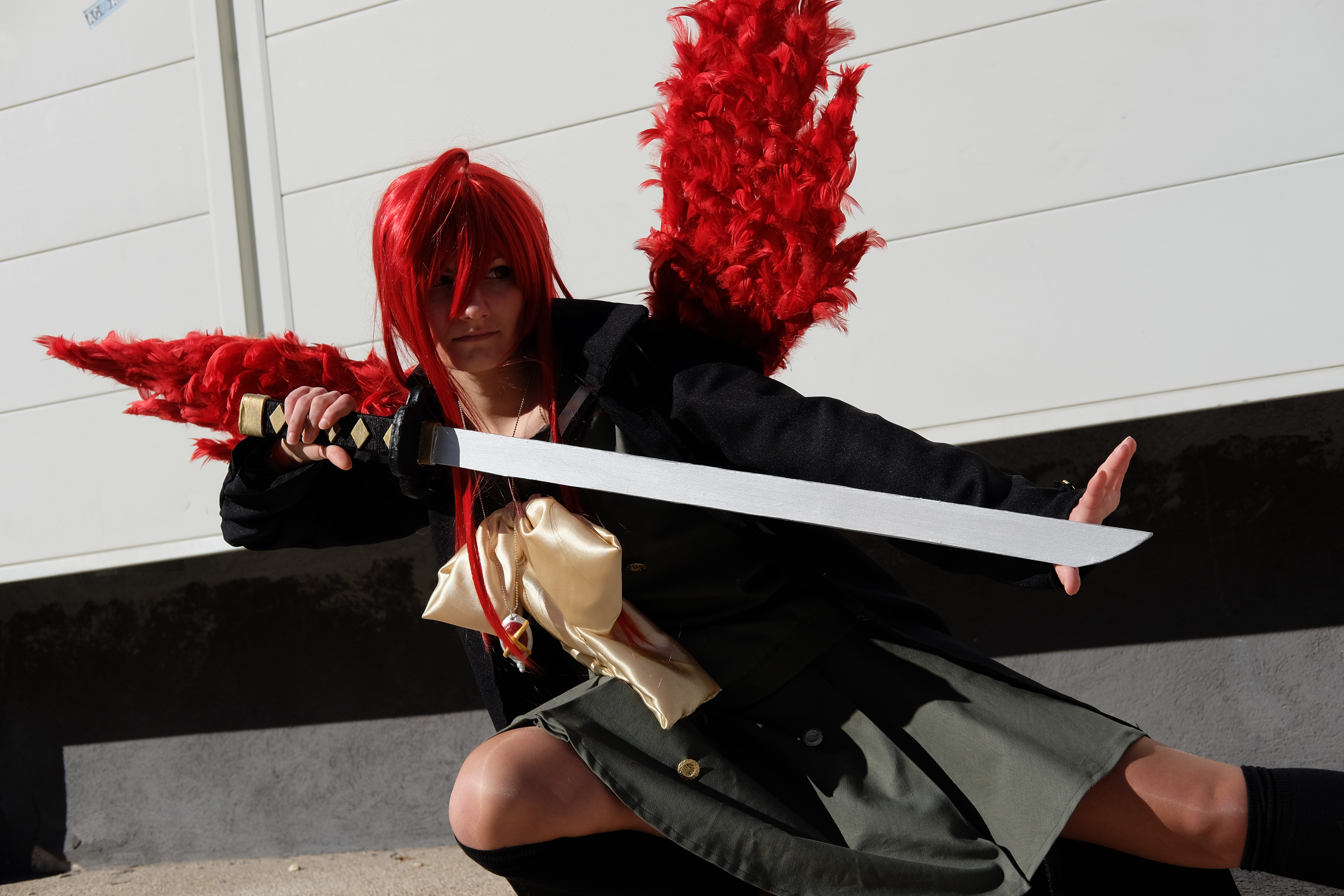
Un cosplay à Japan Expo Sud 2016.

- Intitulé : Japan Expo Sud 7e Vague[2]
- Dates et lieu : du 19 au 21 février 2016 à Marseille Chanot
- Visiteurs : plus de 50 000[15]
- Invités[5]
  - Manga & animation : Reno Lemaire, Nobuyoshi Habara, Takuya Wada
  - Doubleur : Philippe Ariotti, Gilbert Lévy
  - Musique : JinnyOops!, spoon+, Trio ELM, Astero-H, One Not'e
  - Web : Noob, Frigiel, Inthepanda, UMI☆KUUN

### 2017
- Intitulé : Japan Expo Sud 8e Vague[16]
- Dates et lieu : du 24 au 26 février 2017 à Marseille Chanot
- Visiteurs : 46 000[17]
- Superficie : plus de 28 000 m2
- Nombre d'exposants : 200
- Invités[5] :
  - Manga & animation : Shigefumi Shingaki, Mamoru Yokota, Elsa Brants, hippo
  - Musique : Les Pousses de Bamboo Orchestra, Misaki Iwasa, UMI☆KUUN, Neko Light Orchestra, Ilu Grace
  - Web : Noob, LeChefOtaku, InThePanda, Fildrong, Ico, Bronol
  - Cosplay : Enji Night, Shappi
  - Jeux Vidéo : Marcus

### 2018
- Intitulé : Japan Expo Sud 9e Vague[2]
- Dates et lieu : du 9 au 11 mars 2018 à Marseille Chanot
- Visiteurs : 42 690[18]
- Nombre d'exposants : 200[19]
- Invités[5] :
  - Anime : Manabu Ohashi, Thomas Astruc, Thomas Romain
  - Cosplay : Fae la Blanche, Shinji
  - Manga  : Camille Moulin-Dupré, Christophe Cointault, Elsa Brants, Jorys Boyer, Florence Torta, Harumo Sanazaki, Miya, Philippe Cardona, Yoko Hanasuba
  - Musique : Grissini Project, Mioyamazaki, Roa
  - Web : Noob, Trash, Inthepanda & Gydias

### 2019

Logo des 10 ans.

- Intitulé : Japan Expo Sud 10e Vague[2]
- Dates et lieu : du 22 au 24 février 2019 à Marseille Chanot
- Visiteurs : 38 000[20]
- Invités[5] :
  - Manga & animation : Florence Torta, Jorys Boyer, Philippe Cardona, Laurent Sao, Terumi Nichi
  - Musique : Banzai Japan, Kolme, Neko Light Orchestra, Cécile Corbel, Emi Arikasa
  - Web : Julien Fontanier, Noob, Trash
  - Cosplay : Annshella, Kirae, Lyel, Lynah, Steel Wheel, Macky, Milou, Muralu, Rinaca, Sikay, Shibeez, Sumsum, Symphonia, Surine, Nad
  - Sports : Eddy Marston, MBM, Mike "D" Vecchio, Pierre "Booster" Fontaine, Zaeken
  - Jeux Vidéo : Taichiro Miyazaki

### 2020
- Intitulé : Japan Expo Sud 11e Vague[21]
- Dates et lieu : du 28 février au 1er mars 2020 à Marseille Chanot
- Visiteurs : plus de 40 000
- Superficie : 30 000 m2
- Nombre d'exposants : 200
- Invités[22] :
  - Manga & animation : Michihiko SUWA, Toshinari SHINOHE, Arnaud LAURENT, Masaki SATO, Romain Lemaire
  - Musique : Epic Pixel Battle, No Time No Tune, Task have Fun
  - Web : Denoz, Sora, Newtiteuf, Noob, Ptikouik, MissJirachi
  - Cosplay : Sumsum, Shibeez, Ami-Râle, Sikay, Shiroku, Nikita, Nad, Korawui, Annshella, LucioleS, Milou, Lynah, Koe et Tora, Naraku Brock, Shirogane-sama

L'édition sera perturbée par la restriction du nombre de personnes au sein du festival, limitée à 5000 le dimanche par le gouvernement. Cette mesure est prise à la suite de la pandémie de coronavirus qui a touché le pays, et plus largement le monde entier. Cette restriction a permis de maintenir le dernier jour de la convention.

### 2021
Le festival est reporté en 2022 à cause de la crise du Covid-19.

### 2022
- Intitulé : Japan Expo Sud 12e Vague
- Dates et lieu : du 18 au 20 Février 2022 à Marseille Chanot
- Visiteurs[24] : 39 000
- Superficie : 17 000 m2
- Nombre d'exposants[25] : 200
- Invités[26] :
  - Manga & animation : Brigitte Lecordier, Idrissanimation
  - Musique : Nuit Incolore, Epic Pixel Battle, No Time No Tune, Mad Squad
  - Web : Tokyo No Jo, Noob, Hiuuugs, Trinity, Djboucherie, Hortyunderscore, Bagherajones, Juudaichi, Midogeek, Talypixie, Bartémulius & Nostariat, Earthquake, Fordison Jones / Julien Morin, Gaea, Misstik, Rafale, T-Man, Titan, Ystos
  - Cosplay : Ami-Râle, Korawui, Macky, Milou, Muralu, Shibeez, Shinju, Sikay, Spark, Sumsum

### 2023
- Intitulé : Japan Expo Sud 13e Vague
- Dates et lieu : du 24 au 26 Février 2023 à Marseille Chanot
- Visiteurs[27] : 46 000
- Superficie[27] : 20 000 m2
- Invités[28] :
  - Manga & animation : Chikashi Kubota, Brigitte Lecordier, P¨hilippe Ariotti, Jérôme Alquié, Cab, Maluko
  - Musique : Ilu Grace, Mion, Secret Zero, Takuya Sugimoto, In Movement, Pandora Crew,
  - Web : Sora, Sneaze, Rayton, Ed le Fou, Midogeek, Juudaichi, Arno Padawan, Flowie,
  - Cosplay : Enayla, Minney et Nomes - Be More Shonen, Hazariel, Annshella, Ami-Rale, Korawui, Shibeez, Dorothy Dare, Sikay, Milou, Spark, Steel Wheel - Koe et Tora,
  - Littérature : Sandrine Chabre
  - Culture & Traditions : Emma Obadina, Chef Takano
  - Autre : Star Hill Team

## Identité visuelle (logo)

Logo de Chibi J.E. Sud vers fin 2008.
Logo de Chibi Japan Expo Sud début 2009.
Logo de Japan Expo Sud fin 2009.
Logo de Japan Expo Sud début 2010.
Logo de Japan Expo Sud de 2013 à 2022.
Logo de Japan Expo Sud depuis 2022.

Logo alternatif de Chibi J.E. Sud vers fin 2008.
Logo alternatif de Chibi Japan Expo Sud début 2009.
Logo alternatif de Japan Expo Sud depuis 2010.

## Fréquentation et statistiques
Fréquentation de Japan Expo (en nombre de visiteurs)
Japan Expo + Comic Con' (2009-2013), Japan Expo Sud, Japan Expo Centre
Anciens salons
Comic Con Paris, Japan Expo Belgium, Japan Expo USA, Chibi Japan Expo